# سلبوغاوات
السلبوغاوات (الاسم العلمي: Solpuginae) هي أسرة من العنكبوتيات تتبع فصيلة السلبوغية من الرتبة العناكب الجملية.

## أجناس
- السلبوغة